# Тахипнеја
Тахипнеја од (грч. ταχυπνοια, tachypnoia, брзо дисање, лат. tachypnoea) је убрзано плитко дисање, са просечном брзином дисања за одрасле у распону од 12 до 20 удисаја у минути, без већег повећања респираторног волумена.
За разлику од тахипнеје у току које је дисање убрзано и плитко, код хиперпнеје дисање је убрзано и продубљено.

## Терминологија
Различити извори често користе различите класификације термина дисања, па тако део аутора корсити парадигму по којој: 
Тахипнеју описује као свако убрзано дисање
Хипервентилацију описују као повећана вентилацију алвеола (која се може десити кроз повећану брзину или дубину дисања, или мешавину оба) где постоји мањи пораст метаболичког угљен-диоксида у односу на ово повећање вентилације. 
Хиперпнеју дефинише као удисање повећане запремине ваздуха, са или без повећања брзине дисања.
Други извори корсите парадигму по којој:
Тахипнеју описују као и свако брзо дисање
Хипервентилацију описују као повећану брзина дисања у мировању, 
Хиперпнеју описују као повећање дисања које је одговарајуће пропорционално повећању брзине метаболизма.
Трећа извори корсите парадигму по којој: 
Тахипнеју описују као ненормално брзо и плитко дисање (иако неки могу тврдити да је то нетачно јер се дисање разликује од дисања),
Хипервентилацију описују као повећана брзина или дубина дисања до абнормалних нивоа што узрокује смањење нивоа угљен-диоксида у крви, 
Хиперпнеју описују као било какво повећање у брзини или дубини дисања која није нормална.

## Етиологија
Дисање је физиолошки процес који одразумева размену гасова између тела и спољашње средине. Педантно избалансиран систем у телу обезбеђује уредан процес дисања, испоручујући довољно кисеоника ткивима за производњу енергије и ефикасно уклањање угљен-диоксида. Упркос својој беспрекорној природи, дисање је подложно абнормалностима које оспоравају његову ефикасност. Поремећаји дисања као што је хиперпнеја могу значајно утицати на живот пацијента нарушавањем размене гасова, што доводи до смањеног снабдевања кисеоником и накупљања угљен-диоксида.
Најчешће узроци тахипнеје су;
- повећана потреба организма за кисеоником (у току вежбања, грознице[7]),
- поремећај ацидо-базне равнотеже у крви,
- смањена испоруке кисеоника ткивима (кардиоваскуларне болести),
- смањене концентрације кисеоника у удахнутом ваздуху (нпр. боравак на висини)
- поремећаји респираторне контроле (психичко узбуђење)
- рестриктивне плућне болести, односно болести са смањеном могућношћу ширења плућа (нпр. саркоидоза плућа, идиопатске плућне фиброзе, пнеумокониозе итд).

| Параметар   | Нормално дисање | Тахипнеја        |
| ----------- | --------------- | ---------------- |
| Фреквенција | 10-16/минути    | 20-40/минути     |
| Ритам       | Уједначен       | Изражено убрзано |
| Дубина      | Уједначена      | Плитко           |
| Чујност     | Тихо            | Чујно (дахтање)  |

## Патофизиологија
Тахипнеја према механизму настанка може бити физиолошка или патолошка.

### Физиолошка тахипнеја
Физиолошка тахипнеја, се може јавити у току физичких (радних) и спортских активности, у току трудноће, јачих емоционалних доживљаја.

### Патолошка тахипнеје
Патолошки тахипнеја, се може јавити у току тровања угљен-моноксидом, болестима плућа и кардиваскуларног система, након повреда грудног коша, хемоторакса, пнеумоторакса, крвних болести итд.
Код новорођенчади, тахипнеја означава проблем са респираторним системом који може постати очигледан убрзо након рођења. Често настаје услед поремећеног клиренса феталне плућне течности, што доводи до респираторног дистреса. Пролазна тахипнеја новорођенчади је чешћа код недоношчади, јер погађа отприлике 1 од 100 недоношчади са учесталошћу од око 4 до 6 случаја на 1.000 новорођенчади.